# Hóng yīng táo
Hóng yīng táo é um filme de drama chinês de 1995 dirigido e escrito por Ye Ying, Jiang Qitao e Lu Wei. Foi selecionado como representante da China à edição do Oscar 1996, organizada pela Academia de Artes e Ciências Cinematográficas.

## Elenco
- Guo Keyu - Chuchu
- Vladmill Nizmiroff - General Von Dietrich
- Xu Xiaoling - Luo Xiaoman